# Jan Van De Wiele
Jan Van De Wiele (né le 3 novembre 1948 à Scheldewindeke) est un ancien coureur cycliste professionnel belge.
Il fait partie des coureurs ayant terminé les trois grands tours européens, soit la Vuelta et le Tour en 1974 et le Giro en 1973. 

## Palmarès
- 1969
  - 2e du Tour de Belgique amateurs
- 1971
  - Tour de Liège
  - Trophée Het Volk
- 1974
  - 3e du Circuit de Flandre centrale

## Résultats sur les grands tours

### Tour de France
- 1972 : hors-délai à la 15e étape
- 1974 : 53e

### Tour d'Espagne
- 1973 : 52e
- 1974 : 18e

### Tour d'Italie
- 1973 : 86e